# Объединённые итальянские провинции
Объединённые Итальянские Провинции (итал. Province Unite Italiane) — государство, провозглашённое на части территории Папской области в период революционных событий 1831 года.

## История
4 февраля 1831 года в Болонье и Падуе произошли восстания, однако расчёты их вождей на помощь со стороны Модены в лице Чиро Менотти и герцога Франческо IV д’Эсте не оправдались (Менотти к моменту этих восстаний был уже арестован). На территории Папской области — в Романье, Марке и Умбрии было провозглашено независимое государство.
5 февраля 1831 года временное правительство возглавил Джованни Вичини, из представителей университетских кругов был создан «легион Паллада» во главе с Франческо Ориоли и журналистом Паоло Коста. 9 февраля 1831 года временное правительство объявило о реорганизации налоговой и судебной систем, а также издало декрет о формировании Комиссии во главе с адвокатом Джованни Вичини, на которую была возложена задача подготовки Конституции. 12 февраля издано распоряжение о создании ополчения, 13 февраля учреждён Руководящий комитет (Comitato ordinatore) вооружённых сил, в который вошли дивизионный генерал Грабинский, бригадный генерал Барбьери и генеральный инспектор Гандольфи.
С 26 февраля по 10 марта 1831 года в Болонье заседала Ассамблея депутатов, назначенных правительством, которая приняла ряд важных решений, в том числе объявила о принятии наименования «Объединённые итальянские провинции» и организации похода на Рим.
4 марта 1831 года Ассамблея депутатов в Болонье приняла Конституцию, в которой провозглашалось низложение папской власти на территории освобождённых провинций и учреждение республиканской формы правления с разделением властей на законодательную, исполнительную и судебную. Создавался Законодательный совет (Consulta legislativa), сформированный из депутатов (одного от каждой провинции) избранных Ассамблеей; председателем Совета был назначен Антонио Дзанолини. Документ также утвердил персональный состав провозглашённого ранее правительства в следующем составе: адвокат Джованни Вичини (председатель правительства), Леопольдо Армароли (министр юстиции), Теренцио Мамиани (министр внутренних дел), Лодовико Стурани (министр финансов), Чезаре Бьянкетти (министр иностранных дел), генерал Пьер Дамиано Арманди (военный министр), Пио Сарти (министр полиции), профессор Франческо Ориоли (министр общественного образования).
6 марта 1831 года австрийская армия оккупировала Феррару. В период с 7 по 20 марта правительство поручило оборону страны генералу Дзукки и распорядилось об эвакуации в Римини и Анкону большей части депутатов Ассамблеи. 13 марта Антонио Дзанолини назначил на 20 марта созыв в Римини Ассамблеи депутатов, избранных народом. Однако, именно в этот день войска генерала Фримона заняли Болонью, и выборы не состоялись, а временное правительство переехало в Анкону. 25 марта 1831 года Дзукки сражался против австрийцев при Римини, но затем его войска отступили. 26 марта 1831 года Джованни Вичини подписал капитуляцию, передав полномочия папскому легату кардиналу Бенвенути.